# Euphyia bistrigata
Euphyia bistrigata là một loài bướm đêm trong họ Geometridae.